# Рогованов, Игорь Витальевич
Игорь Витальевич Рогованов (род. 4 июля 1995, Ош) — узбекистанский и российский футболист, нападающий и крайний полузащитник.

## Биография
Сын футболиста и тренера Виталия Рогованова. Начинал заниматься футболом с трёхлетнего возраста под руководством отца в ДЮСШ «Кызылкум» (Зарафшан), а с 14-ти лет — в школе «Пахтакора». В 2012 году включался в заявку основного состава «Кызылкума», но не сыграл ни одного матча.
В 2013 году перешёл в «Пахтакор». Дебютный матч в чемпионате Узбекистана сыграл 27 мая 2013 года против «Кызылкума», заменив на 91-й минуте Гулома Урунова. Всего до конца сезона принял участие в трёх матчах высшей лиги, во всех выходил на замену в концовке матчей. В 2014—2015 годах продолжал находиться в составе «Пахтакора», но за его основную команду в чемпионате больше не играл. В Кубке Узбекистана провёл один матч в 2014 году.
Выступал за юношескую (до 19 лет) сборную Узбекистана, принял участие в нескольких товарищеских матчах.
В середине 2010-х годов перебрался в Россию. Выступал на любительском уровне за «Елец», а также за ряд других клубов в футболе и мини-футболе — «Родник» (Паршиновка), «Авангард» (Чаплыгин) и др.
В сезоне 2018/19 играл в чемпионате Крыма за дебютанта местной премьер-лиги «Инкомспорт» (Ялта) и занял второе место в споре бомбардиров чемпионата с 11 голами. Летом 2019 года перешёл в другой клуб крымского чемпионата — «Севастополь», а спустя год перешёл в «Кызылташ».
С 2021 года снова играл за «Елец» в любительском первенстве России.